# Dysphania antianira
Dysphania antianira är en fjärilsart som beskrevs av Druce 1891. Dysphania antianira ingår i släktet Dysphania och familjen mätare. Inga underarter finns listade i Catalogue of Life.